# Kecamatan Terbagi Besar
Kecamatan Terbagi Besar (indonesiska: Terbagi Besar) är ett distrikt i Indonesien.   Det ligger i provinsen Lampung, i den västra delen av landet, 240 km nordväst om huvudstaden Jakarta.